# Malvalanda
Malvalanda es una empresa de producción audiovisual.
Nace en el año 2006, fundada por la productora María del Puy Alvarado, para llevar a cabo la producción del cortometraje Luminaria, premiado en numerosos festivales nacionales e internacionales. Se consolidó en el mapa de la producción audiovisual con Consulta 16, dirigido por José Manuel Carrasco con Ana Rayo y Luis Callejo, que recibió más de una veintena de premios.
Ha conseguido tres nominaciones a los premios Goya por los cortometrajes Luchadoras (2009), Primavera Rosa en México (2016) y Madre (cortometraje) (2017).
Este último trabajo, Madre (cortometraje) fue galardonado en los premios Goya y nominado a los Premios Óscar.
Ha producido una veintena de cortometrajes, con los que ha conseguido más de 350 premios en festivales, convirtiéndose en una productora de referencia. En paralelo también ha llevado a cabo una intensa labor en la producción de documentales, ficción y trabajos comerciales y publicitarios para distintas marcas e instituciones.
En 2019 estrenó Madre, dirigido por Rodrigo Sorogoyen y nominado a tres premios Goya: Mejor Guion, Mejor Montaje y Mejor Actriz. Marta Nieto, protagonista de la película, ganó el Premio Orizzonti en el Festival Internacional de Cine de Venecia y el Premio Cinematográfico José María Forqué a Mejor actriz.
En 2020 estrenó el cortometraje de ficción Pentimento dirigido por José Manuel Carrasco y galardonado con el Roel de Oro en el Festival de Cine de Medina del Campo .
Tiene pendiente de estreno en España el largometraje documental El Agente Topo dirigido por Maite Alberdi, estrenado en la sección oficial Festival de Cine de Sundance 2020 y presentado en España en el Festival de Cine de San Sebastián, donde recibió el Premio Europeo del Público de la sección Perlas. La película está nominada a Mejor Iberomericana a los premios Goya 2021 y es candidata a los Premios Óscar en Documental y Película Internacional.
En noviembre de 2020 estrenó en cines  el largometraje sobre Francisco Umbral Anatomía de un Dandy, dirigido por Charlie Arnaiz y Alberto Ortega. Tras su paso por Seminci-Festival Internacional de Valladolid, y está nominada a Mejor Documental a los premios Goya 2021.

## Producciones audiovisuales
| N.º | Título                                       | Año  | Director                        | Tipo proyecto           | Notas |
| --- | -------------------------------------------- | ---- | ------------------------------- | ----------------------- | --- |
| 1   | Anatomía de un Dandy                         | 2020 | Charlie Arnaiz y Alberto Ortega | Largometraje documental | Estreno en cines noviembre de 2020. Nominada a Mejor Película Documental Premios Goya 2021.                                                                 |
| 2   | El Agente Topo                               | 2020 | Maite Alberdi                   | Largometraje documental | Estreno en cines marzo de 2021. Sección Oficial Sundance 2020, Premio Europeo del Público Festival San Sebastián, Nominada a Mejor Película Iberoamericana. |
| 3   | Pentimento                                   | 2020 | José Manuel Carrasco            | Cortometraje de ficción | En distribución, Sección oficial Festival Medina del Campo                                                                                                  |
| 4   | Madre                                        | 2019 | Rodrigo Sorogoyen               | Largometraje de ficción | Estreno 15 de noviembre de 2019, tres nominaciones Premios Goya 2020                                                                                        |
| 5   | Snorkel                                      | 2019 | Borja Soler                     | Cortometraje de ficción | En distribución |
| 6   | Primavera Rosa en España                     | 2018 | Mario de La Torre               | Cortometraje documental | En distribución |
| 7   | Madre (cortometraje)                         | 2017 | Rodrigo Sorogoyen               | Cortometraje de ficción | Ganador Premio Goya y nominado Premios Oscar |
| 8   | La Primavera Rosa en Brasil                  | 2017 | Mario de la Torre               | Cortometraje documental | Seleccionado "Madrid en Corto" |
| 9   | Cinekino                                     | 2017 | ARTE                            | Capítulo España         | Proyecto documental canal Francés ARTE |
| 10  | The Chain                                    | 2017 | David Martín Porras             | Largometraje de ficción | |
| 11  | Money                                        | 2016 | Martín Rosete                   | Largometraje de ficción | |
| 12  | Primavera Rosa en México                     | 2016 | Mario de la Torre               | Cortometraje documental | Nominado Premios Goya |
| 13  | Elena Asins-Génesis                          | 2015 | Álvaro Giménez Sarmiento        | Cortometraje documental | Preseleccionada Oscars 2016 |
| 14  | Antonio Muñoz Molina, el oficio del escritor | 2015 | Álvaro Giménez Sarmiento        | Largometraje documental | Para programa Imprescinbibles de RTVE |
| 15  | La Primavera Rosa en el Kremlin              | 2015 | Mario de la Torre               | Cortometraje documental | |
| 16  | XQ esperar                                   | 2014 | Benet Román                     | Serie de ficción        | Para el canal NEOX de Atresmedia |
| 17  | Hacia una primavera rosa                     | 2014 | Mario de la Torre               | Cortometraje documental | |
| 18  | Sexo Explícito                               | 2013 | José Manuel Carrasco            | Cortometraje de ficción | Best European Film Award - La Garenne Tout Court. |
| 19  | Pulse                                        | 2013 | Álvaro Giménez Sarmiento        | Cortometraje de ficción | Premios Madrid en Corto y Telemadrid en la Semana del Corto 2014                                                                                            |
| 20  | Femei                                        | 2010 | Benet Román                     | Cortometraje documental | Preseleccionado Premios Goyas 2011 |
| 21  | Dentro de sí                                 | 2010 | Ricard Carbonell                | Cortometraje documental | |
| 22  | Paz sin fronteras                            | 2010 | Benet Román                     | Programa Documental     | Para canal Cuatro |
| 23  | Luchadoras                                   | 2009 | Benet Román                     | Cortometraje documental | Nominado Premios Goya 2010 |
| 24  | Pulsiones                                    | 2010 | José Manuel Carrasco            | Cortometraje de ficción | |
| 25  | Consulta 16                                  | 2008 | José Manuel Carrasco            | Cortometraje de ficción | Premiado en más de 60 festivales |
| 26  | Nisá                                         | 2008 | Benet Román                     | Cortometraje documental | |
| 27  | Luminaria                                    | 2006 | Álvaro Giménez Sarmiento        | Cortometraje de ficción | |

## Coordinación y producción de eventos
- 2008 - 2019: Semana del Cortometraje de la Comunidad de Madrid
- 2018: Los lunes son cortos en Cineteca de Matadero Madrid
- 2017: I Ciclo de Cine Dirigido por Mujeres[4]
- 2017: Sesión de cine Cuatro Cortos Dirigidos por Mujeres
- 2015: Alcine, festival de cine de Alcalá de Henares
- 2013: Festival de Cine Getafe In-Cinema
- 2011: Sesión de cine Malvashorts